# Hij dien God zal openbaren
Hij die door God geopenbaard zal worden (Arabisch: من یظهر الله, Perzisch: مظهر کلیه الهی) is een Messiaanse figuur in het Bábisme. Deze figuur wordt herhaaldelijk genoemd door de Báb, stichter van het Bábisme, in zijn boek de Bayán. De Báb beschreef de Messiaanse figuur als de oorsprong van alle goddelijke eigenschappen en verklaarde dat zijn gebod gelijk is aan Gods gebod. De Báb verklaarde dat zodra deze Messiaanse figuur zou verschijnen, het lezen van een van zijn verzen beter zou zijn dan het duizend keer lezen van zijn eigen boek, de Bayan.
Na de executie van de Báb in juli 1850 beweerden enkele Bábis Hij dien God zal openbaren te zijn. Dayyán was een van de eerste van hen, maar hij werd vermoord in Bagdad voordat hij veel meer dan een paar volgelingen kon trekken, schijnbaar op instigatie van Subh-i-Azal. Later, in 1863, maakte Bahá'u'lláh zijn claim deze Messiaanse figuur te zijn bekend aan een aantal van zijn volgelingen en maakte zijn verklaring publiek in 1866-1868. Degenen die hem volgden werden bekend als bahá'ís en zijn claim is veruit het meest succesvol. De Azalis, Bábís die Bahá'u'lláh niet accepteerden, maakten bezwaar tegen de verklaring van Bahá'u'lláh.